# Махмуд Инджир Фагнави
Махмуд Инджир Фагнави (ум. 1317) — духовный наставник (муршид), 12-е духовное звено в золотой цепи преемственности шейхов тариката Накшбандия.

## Биография
Родился он в селении Фагнави вблизи города Вабкан (ныне Вабкент), расположенном между Бухарой и Гиждуваном (в 20 км от Бухары). Могила его находится в селении Инджирбаг, что в пятнадцати километрах от Бухары рядом с городом Шафиркан. В своё время он работал столяром и плотником, занимался строительным ремеслом, строил дома. У шейха Махмуда были два преемника которые продолжили наставничество. Один из них — Али Рамитани, а другой — Амир Хурд Вабканди, младший брат Амира Кулали.
Фагневи был среднего роста, его лицо было улыбчивым, с красивым прямым носом и несколько большим ртом. Белокожий, с чёрной бородой. На его голове всегда была белая чалма. Складом своего характера он был похож на пророка Мусу, являясь благочестивым и праведным человеком.

## Поминание вслух
По наставлению и дозволению своего муршида, скрытый зикр, являющееся основой пути их тариката, он сделал громким. Так как громкое поминание он унаследовал от своего шейха Ходжа Ариф Ревгари.
Шейх Махмуд Фагнави большую часть времени проводил в мечети, находясь в итикафе. Шейх Хафиз ад Дин спросил его, с каким намерением он исполняет зикр джахри. Он ответил: «Я желаю разбудить спящего (погружённого в мирское), призвать беспечного обратиться к Аллаху, встать на путь истины — тарикат и искренне покаяться перед Аллахом. Ведь покаяние — ключ к блаженству и признак счастья». Шейх Хафиз ад-Дин сказал: «Твое намерение правильное, тебе можно исполнять зикр джахри».
Шейх Хафиз ад-Дин попросил также объяснить, кому разрешено исполнять зикр джахри, чтобы отличить достойного исполнять зикр от того, кто может испортить его. Шейх Махмуд ответил: «Зикр джахри может исполнять тот, чей язык чист ото лжи и клеветы, чрево чисто от запретного (харам), сердце свободно от двуличия и гордыни, тайна лишена суеты и мелочности земного мира».